# Ronnie Taylor
Ronnie Taylor, született Ronald Charles Taylor (London-Hampstead, 1924. október 27. – Ibiza, Spanyolország, 2018. augusztus 3.) Oscar-díjas brit operatőr.

## Fontosabb filmjei
- Hely a tetőn (Room at the Top) (1959, camera operator)
- Szombat este, vasárnap reggel (Saturday Night and Sunday Morning) (1960, camera operator)
- Two and Two Make Six (1962, Desmond Dickinsonnal)
- Gyémántok reggelire (Diamonds for Breakfast) (1968, camera operator)
- Murphy háborúja (Murphy's War) (1971, aerial photography)
- Ördögök (The Devils) (1971, camera operator)
- Shakespeare-i gyilkosságok (Theatre of Blood) (1973, camera operator)
- A paradicsom fantomja (Phantom of the Paradise) (1974, camera operator)
- Tommy (1975, Dick Bush-sal)
- A legyőzhetetlen (Circle of Iron) (1978)
- Savage Harvest (1981)
- Gandhi (1982, Billy Williams-szel)
- Kínai kaland (High Road to China) (1983)
- Bajnokok (Champions) (1984)
- Tánckar (A Chorus Line) (1985)
- A csodadoktor (Foreign Body) (1986)
- Kiálts szabadságért (Cry Freedom) (1987)
- Opera (1987)
- Zűrös páros (The Experts) (1989)
- A szerelem tengere (Sea of Love) (1989)
- A szivárványtolvaj (The Rainbow Thief) (1990)
- Popcorn (1991)
- A kis dobás (The Steal) (1995)
- Il fantasma dell'opera (1998)
- Álmatlanul (Non ho sonno) (2001)

## Díjai
- Oscar-díj (1982, a Gandhi című filmért, Billy Williams-szel)